# Јелица Грегановић
Јелица Грегановић (Крагујевац, 1964) српска је књижевница, новинарка и блогерка.

## Образовање
Почела је основну школу у Крагујевцу, али се селила по рударским насељима и коначно у Београд, где је завршила основну школу. У Београду је завршила и гимназију и уписала Правни факултет, Универзитета у Београду.

## Каријера
Уређивала је информативне емисије. Била је један од оснивача Радија Б92 и први уредник његове информативне редакције. Писала је за Студио Б, НИН, Политикин Забавник, Elle. Сада ради као дописница из Словеније за радио, телевизију и инфо-сајт Б92, информативни портал Шумадија Прес, Економист и Банкар. Такође је и колумнистикиња новог српског часописа Родитељ и дете. Радила је и за телевизију, сајтове, преводила је емисије и позоришне комаде.
Једна је од најпознатијихи најчитанијих српских блогерка која своје приче објављује на ВИП Блогу Б92, као и на блогу издавачке куће Лагуна. Једни од најчитанијих њених блогова су:
- Незванично, већ позната пресуда ИЦЈ о независности Косова (184 804 прегледа)
- Јесен у мојој улици (179 522 прегледа)
- Беспризорност (90 883 прегледа)
- Нама је рођендан! Журка! (84 690 прегледа)
- Џабе си цепала мозак (74 094 прегледа)[4]

Почела је да објављује књиге од 2008. године и њена дела су:
- Причи никад краја са Горицом Нешовић (2008. године)
- Само да ти кажем (2009. године)
- Од речи до речи са поднасловом Или како сам постала гусарска царица, страх и трепет јужних мора (2010. године)
- Испод седмог неба (2011. године)
- реиздање Од речи до речи (2013. године)
- Љубав и друге ситнице (2013. године)[1]
- Осмех за сваки дан (2015. године)
- Мравац мрав (2015. године)
- Зовем се мама (2016. године)
- Зовем се мама 2 (2017. године)
- Успаванка за миша (2018. године)[5]